# أبو شيبة التميمي
أبو شيبة التميمي واسمه الكامل محمد بن حمد بن رشيد آل حسين التميمي (1257هـ - 1343هـ / 1841م - 1925م) هو أمير وادي بريك ووادي برك المعروفة في حوطة بني تميم، وقد طغت كنيته على إسمه فأصبح يُعرف بـ (أبو شيبة) التميمي، كان فارساً محارباً وقائداً من البارزين في وقته ومن قادة توحيد المملكة العربية السعودية، ذكرَ بعض المؤرخين والإخباريين بأنه كان هو الأشجع والأكثر إقداماً بالوغى في زمانه وله مواقف عديدة تدل على ذلك في سيرته العسكرية ولذلك شواهد من أُناسٍ معاصرين لحياته دونتها أبياتهم الشعرية.

## سيرته
ولد سنة 1257هـ في حوطة بني تميم ونشأ أبو شيبة فيها نشأةً حربية فقد كانت تلك الأعوام مليئة بالحوادث إذ أن قبل مولده ببضع سنين كانت ملحمة نجد الشهيرة.
«هو محمد بن حمد أبو شيبة - أمير آل حسين في «الحوطه» - من رؤساء بني تميم ومن الرجال الذين شهد لهم التاريخ بشجاعتهم وصبرهم وكرمهم وعلو منزلتهم ولا غرو فهو من رؤوس بني تميم، ولا غرابة أن تكون له مواقف شجاعة وكرم ومكارم أخلاق وهو ينتمي إلى تلك القبيلة المعروفة والمجد والشيم والشمم.»
«أمير الحوطة والرجل الرئيسي في المنطقة هو محمد أبو شيبة من قبيلة بني تميم، وهو يتمتع بالحظوة لدى ابن سعود، ويمارس سلطته على جميع منطقة الحوطة باسم الحكام الوهابيين، ويتبعه أمير الحلوة عبد العزيز بن خريف، وهذا ترتيب مؤقت سببه حظوة أبو شيبة لدى ابن سعود، وأهالى الحوطة مسلحين تسليحاً جيداً وبالبنادق ولكنهم لايزالون يحملون السيوف.»
«أنه يتصف بالدين والجرأة والقوة وكذلك الحزم، كان له صولات حول حمى بني تميم (الصوط والمنسف) وتشديد البوادي من مراعيهم»
شارك وكافح في جانب الملك عبد العزيز في سبيل إقامة شرع الله متزعماً جماعته وغيرهم في الكثير من الغزوات والمواقع « ... ومشى معه نحو ٨٠٠ مقاتل وهؤلا الـ ٨٠٠ من أهل الحوطة يعادلون ٨٠٠٠، فأتى الدلم، ودخل القصر، وقد اطمأن إلى القوة التي جمعها ... وكانت طلائع ابن رشيد قد ظهرت فلم تمض سويعات على المعركة حتى ولّى ابن رشيد وقومه الأدبار.»
وفي ذلك يقول أحد شعرائهم:
| أبو شيبة التميمي | جاهم اللّٰه وأكثرنا عليهم وكفانا المهمات المكافي وحطنا البوش هم والعساكر كما الهبشان تذريه السوافي وطلقنا الدلم من جمع شمر وهي حبلى تمخض بالكتافي وهم من قبلنا ضافت عليهم مساريح الفلا والثقب خافي وصاروا عقبنا في أرض وسيعة نحينا الضد وعطانا بقافي | أبو شيبة التميمي |

وفيها يقول الشاعر عمر بن تويم العبدلي التميمي:
| أبو شيبة التميمي | جونا كما سيلٍ يفيِّض بوديان حنا فياضٍ تاملة والخبارا جابو جموع كنها بني جدران رصاصهم كنه يودي خبارا ربعي هل التوحيد ذربين الإيمان رصاصهم ما يضرب إلا قرارا وطوا ثمانية وخمسين حصان من شمّر راحوا لطيم المعارا راحت جنايزهم على الحزم عيران مثل الهشيم اللي دنا عند نارا بايمان شيخان على الخيل ظفران ربعي هل العوجا فروخ الحرارا | أبو شيبة التميمي |

ومن أقواله (أبو شيبة)
| أبو شيبة التميمي | يا نشاما مآبها إلى اللّٰه ودعو النفس واليها ربعّ يوم(ن) في سبيل اللّٰه يشري الدنيا ومافيها | أبو شيبة التميمي |

إستبسل أبو شيبة في معركة شنانة بشدة وله خبر فيها ومحادثه مع الملك عبد العزيز تبين شخصيته اوردها خير الدين الزركلي في كتابه الوجيز في سيرة الملك عبد العزيز، وهي أن بينما يشرف عبد العزيز بمناظره على الحركة دنا منه رجلان أحدهما محمد أبو شيبة شيخ الحوطة والأخر ابن له، فقال أبو شيبة : ماذا تنتظر هنا ؟ لماذا لا نمشي ونهاجمهم ؟ فأشار إليه عبد العزيز ان يتريث ولا يعجل .. فما كان من أبي شيبة إلا أن علّق بندقيته برقبته، واستل سيفه ومشى. وهو يقول لولده : هذا عبد العزيز يدوّر الدنيا (أي يعمل للكسب) ونحن نبي الجنة (أي نبغيها) ومن أراد فليتبعنا ثم قال مقولته .. يا نشاما مآبها لله ودعو النفس واليها، ومضى ومن تبعه راجلين إلى ان اخترقوا مرامي الرصاص وادركوا بيوت حرب ابن رشيد فقطعوا اطنابها بالسيوف، فشجع فعله ومن لحقه البقية بعد رؤيتهم سقوطها فهجموا ووقعت الهزيمة على خصومهم.
من ألقابه «صندوق الجنوب» نظراً لأنه كان حامياً لمنطقة الفرع وجنوب نجد عامةً ومهاب بها، وهو أول من فزع للإمام وناصر الدولة السعودية من تلك المنطقة، وبذلك أبيات الشاعر محمد بن ناصر العريني السبيعي:
| أبو شيبة التميمي | يا بنت في شفك ندنى النجيبه هذاك صندوق الجنوب أبو شيبه يابنت مطغين الجدود العريبه اللي حريبه خاونه بالسياسات | أبو شيبة التميمي |

وكان للشيخ أبي شيبة التميمي جاه عند الملك عبد العزيز فلما تغلب الأخير على ابن رشيد وحلفائه لجأ العديد منهم إلى الشيخ طالبين منه أن يشفع لهم لدى مؤسس الدولة السعودية الثالثة ففعل وتم العفو عنهم.

### أبو شيبة وعجلان
قبل قيام الدولة السعودية الثالثة، وقبل فتح الرياض وعندما كان عجلان أميراً من قبل ابن رشيد، كان أمير حوطة بني تميم أبو شيبة مستاءً من الوضع مما يبلغه من تصرفات عجلان وسيرته غير المرضية، فقدم إلى منزل الشيخ إبراهيم بن عبد الملك آل الشيخ الذي كان مقيماً في الحوطة، ويروي خبر هذا اللقاء الشيخ محمد أبو نصية، حيث يقول: «أتى أبو شيبة وإبراهيم بن سليمان والرمادي ليلاً إلى الشيخ إبراهيم بن عبد الملك -وكان في الحوطة- يستفتونه في قتل (عجلان) لأنه أفسد في الرياض وآذى أهلها، فسأل الشيخ (إبراهيم) أبا شيبة: هل تريد أن تحكم إذا قتلته؟ فقال: لا. فعلم الشيخ صدق نيته وأنه لم يفعل ذلك إلا ديانة وغيرة للّٰه، فقال: نيتك وبلغت، وراسل الإمام عبد الرحمن بن فيصل في الكويت».

## نسبه
محمد بن حمد بن حسن بن رشيد بن مرشد بن سعود بن حسين وإليه ينسب آل حسين بن حماد بن محمد بن سعود وهو الفارس الشهير هميلان من آل حماد العنبري العمروي التميمي. 

ولـ أبو شيبة أخ وحيد إسمه رشيد وهو إحدى الفرسان المعدودون المشاهير ذلك الحين، وكان يتشارك إمارة آل حسين وحوطة بني تميم مع أخيه أحياناً، ولرشيد أخبار وروايات مشهورة دالة على شجاعته في رد العدوان عن ديار بني تميم.

## وفاته
وافته المنية في شهر شوال من السنة 1343هـ وكانت وفاةً طبيعية في داره ورثاه أبو حمود رشيد بن سعد التميمي في كلمات شعرية مطلعها:
| أبو شيبة التميمي | أون ونه من جروحه عطيبه وسط المغارة طاح ماهوب مشيول أبكي الرجال إليّ تحل المصيبه عز الوطن والضد بالسيف مذلول كبار آل مرشد مع كبار أبو شيبه صيروا على راي على كل ماهول ترى الوطن له لابة تعتنيبه هم درعه الضافي كما السيف مسلول | أبو شيبة التميمي |